# Spandauer Prozession

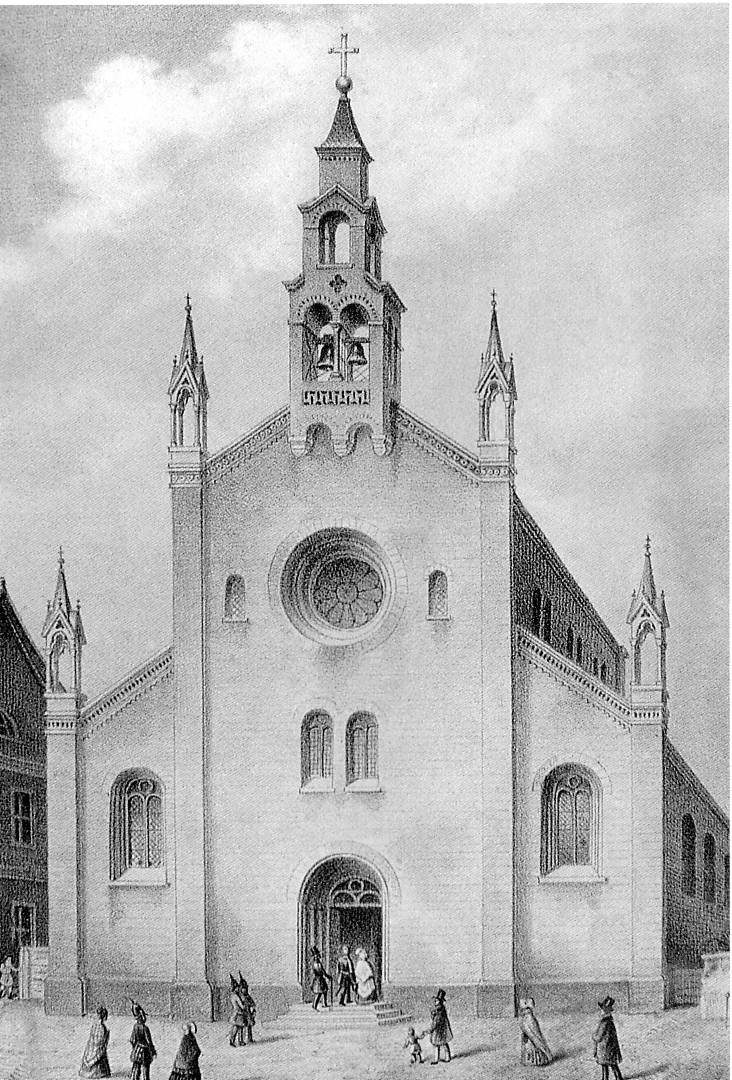
Die Marienkirche am Behnitz, 1848

Die Spandauer Prozession war eine katholische öffentliche Prozession, die in der Stadt Spandau von den 1830er Jahren bis 1874 jährlich am Sonntag nach Fronleichnam stattfand. An ihr beteiligten sich auch zahlreiche Gläubige aus Berlin und Charlottenburg, sodass sie als „wichtigste Feier des Diasporakatholizismus in der preußischen Hauptstadt“ angesehen werden kann. Ab 1875 wurde die Prozession im Rahmen des preußischen Kulturkampfs nicht mehr genehmigt.

## Entstehung und Ablauf
Der später als „Spandauer Prozession“ bezeichnete Umzug wurde wahrscheinlich 1837 oder 1838 erstmals durchgeführt. Im Mittelpunkt stand die Fronleichnamsprozession, die nicht am Fronleichnamsfest, sondern am darauffolgenden Sonntag stattfand, weil Fronleichnam, immer donnerstags, im evangelischen Preußen ein Werktag war. Neben den vergleichsweise wenigen Katholiken in Spandau nahmen bald zu Hunderten Gläubige aus Berlin und der damals ebenfalls noch selbstständigen Stadt Charlottenburg teil, sodass sich ein mehrteiliger „Festkomplex Spandauer Prozession“ entwickelte. Die Berliner kamen, ausgehend von der St.-Hedwigs-Kirche, über Moabit gemeinsam wallfahrtsähnlich nach Spandau. Dort hielten nach einer heiligen Messe mit Predigt alle eine gemeinsame eucharistische Prozession. Die Teilnehmer aus Charlottenburg kehrten am Abend in prozessionsähnlichem Zug nach dort zurück. Nach der Eröffnung der Bahnstrecke 1846 fuhr morgens um 7 Uhr ein Extrazug der Hamburger Eisenbahn von Berlin nach Spandau und abends um 11 Uhr zurück.
Die Prozession bedeutete in der extremen Diasporasituation einen Aufschwung für die katholischen Gemeinden, die nach der Reformation ab dem 18. Jahrhundert wieder entstanden waren. 1841 gehörten 749 Militärangehörige und 300 zivile Katholiken zur Spandauer Pfarrei. Der Anteil der Katholiken an der Spandauer Bevölkerung war wegen der Soldaten etwas höher als in Berlin, wo 1871 der katholische Bevölkerungsanteil 6 % betrug, gegenüber 86 % Protestanten und 4 % Juden. In den 1860er Jahren gehörten rund 20.000 katholische Gläubige zur Hedwigspfarrei.

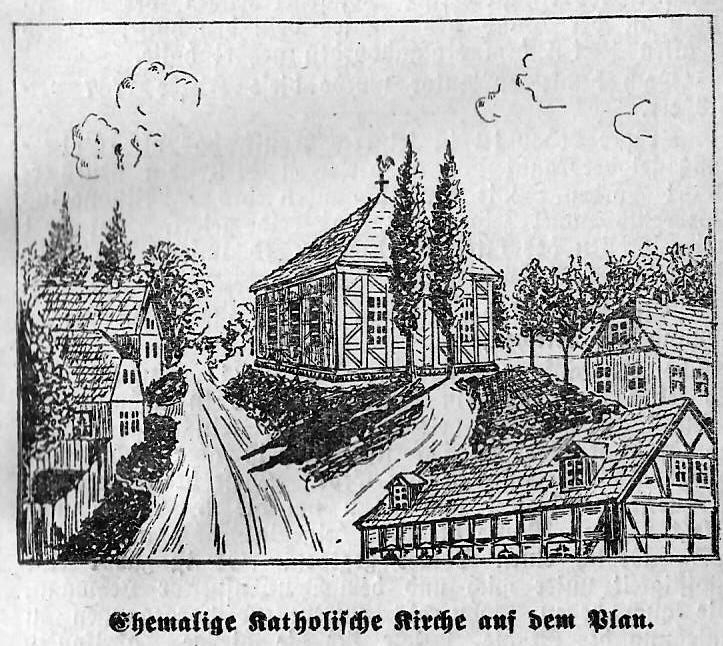
Die 1766/1767 erbaute kleine Kirche auf dem Gewehrplan

Rückblickend wurde die Prozession als „Glanzstück des jungen Berliner Katholizismus“ bezeichnet, die den Charakter eines „frommen und frohen Volksfestes“ hatte. Womöglich ist die Prozession an ihrem Beginn auch als Gegenpol zu den Feierlichkeiten zu sehen, mit denen die Evangelischen 1839 die Renovierung der Spandauer St.-Nikolai-Kirche im Beisein von König Friedrich Wilhelm III. begehen wollten, 300 Jahre nachdem Kurfürst Joachim II. in dieser Kirche zum Protestantismus übergetreten war.
Ort der Prozession war zunächst die kleine katholische Kirche auf dem Gewehrplan östlich der Zitadelle. Um 9 Uhr am Sonntagmorgen begann die feierliche heilige Messe in der Kirche. In der Prozession zogen danach hinter dem Vortragekreuz nur die Kinder der Gemeinde mit, es folgten die Ministranten und zum Schluss der Pfarrer mit dem Allerheiligsten in der Monstranz unter dem Baldachin. Die Segensstationen lagen anfangs alle in der Kirche. Wahrscheinlich wurden im Lauf der Jahre der dritte und vierte Segensaltar nach draußen nahe der Kirche gelegt; jedenfalls durften dafür mit behördlicher Genehmigung Altartische im öffentlichen Raum aufgestellt und Birkenzweige zum Schmuck im Stadtwald geschlagen werden. Weil die kleine Kirche nicht ausreichte, wurde im Freien dicht am Eingang der Kirche zwischen zwei hohen Pappeln eine Kanzel errichtet, von der aus die Predigt gehalten wurde.

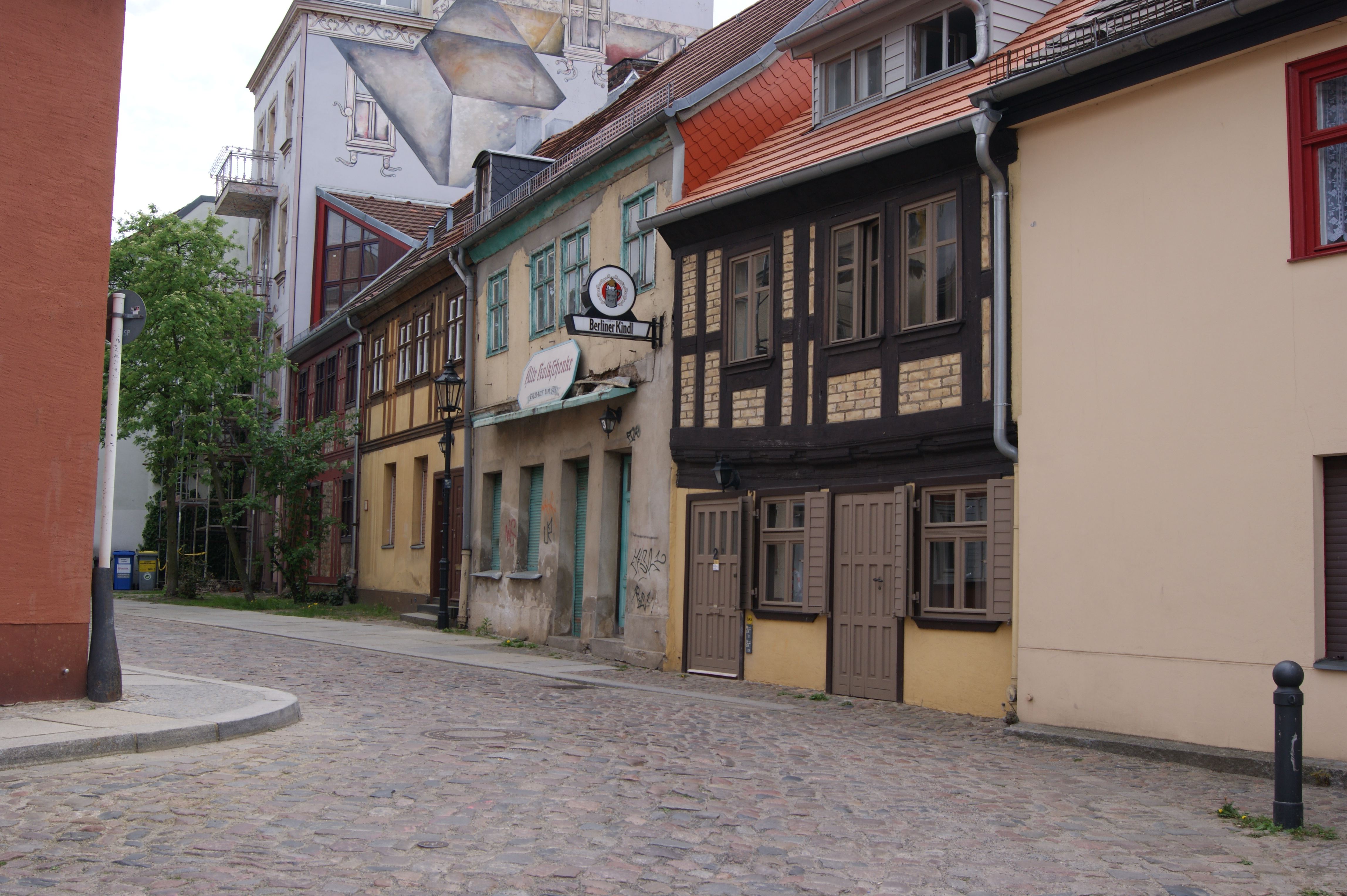
Die Straße Kolk, 2011

Nach der Fertigstellung der Kirche St. Marien am Behnitz im Jahr 1848 fand die Feier dort statt. Sie rückte dadurch mehr ins Blickfeld der nichtkatholischen Öffentlichkeit, während sie am abgelegenen Gewehrplan eher unauffällig abgelaufen war. Jetzt also ging man im nördlichen Teil der Altstadt, dem Kolk genannten ältesten Siedlungsgebiet Spandaus, nach draußen. Die eucharistische Prozession nahm ihren Weg nach dem Hochamt in der Behnitzkirche rund um den Kolk – damals noch eine Insel – und zog über die Straßen Kolk, Oranienburger Straße/Damm (heute: Möllentordamm) und Behnitz zur Kirche zurück.
Gegen 12 Uhr war die kirchliche Feier zu Ende, und man hielt Rast. Die Auswärtigen wurden zum Teil von den Spandauern verpflegt, viele kehrten auch in den Gaststätten ein, sodass die Prozession einen Wirtschaftsfaktor für die Stadt bedeutete. 1860 schrieb das Märkische Kirchenblatt: „Hier freuen sich Katholiken und Protestanten, einige aus frommer Andacht, andere als Gewerbetreibende auf den größten Feiertag, den die Stadt jetzt hat, wenn die Berliner zu Tausenden zur Wallfahrt kommen.“ Insbesondere die Spandauer Schützen profitierten von der Prozession. Sie feierten an dem Wochenende meist ihr Schützenfest, und viele der Berliner Wallfahrer kehrten dort ein. Der Tag erhielt dadurch starken Volksfestcharakter, so dass der evangelische Bürgermeister von Spandau den tatsächlichen religiösen Wert bezweifelte: für manchen evangelischen Zuschauer sei so ein Verhalten ein Ärgernis.

### Berliner Prozession
Die Berliner erhielten in der Frühmesse in der Hedwigskirche morgens um 4 Uhr den Pilgersegen und gingen die drei Kilometer nach Moabit zum Treffpunkt auf dem Gelände des späteren Gefängnisses Plötzensee. Von dort zog um 5 Uhr ein Wallfahrtszug mit einem Vortragekreuz unter Leitung eines Kaplans zwölf Kilometer durch die Jungfernheide nach Spandau. Ordner gaben beim gemeinsamen Singen und Beten mit langen Stäben den Takt an. Bis zur Stadtgrenze von Berlin begleiteten berittene Polizisten den Zug. 1854 kamen schätzungsweise drei- bis viertausend Menschen. Allmählich kam die Praxis auf, dabei Fahnen mitzutragen. Die kirchlichen Vereine beteiligten sich geschlossen mit ihren Bannern. Dies war vor allem der 1849 gegründete Piusverein, der auch meist die Ordner stellte. Zu den Teilnehmern gehörten Angehörige des Mittelstands, Handwerker und Arbeiter. Eine große Rolle bei der Förderung der Prozession spielte Missionsvikar Eduard Müller, der damals auch den Berliner Gesellenverein (heute: Kolpingsfamilie) gründete; man nannte ihn Apostolus Berolinensis, den „Apostel Berlins“.
Ab 1841 zog der Spandauer Pfarrer Franz Xaver Teuber den Berlinern in Rochett und Stola mit seiner Gemeinde bis zur Pulverfabrik entgegen. Nachdem die Kirche am Behnitz fertiggestellt war, wurden ab 1849 die Pilger gegen halb neun Uhr an der Zitadelle empfangen, und singend zog man das letzte Stück zur Behnitzkirche. Dort wurde das Hochamt gefeiert und die Prozession mit dem Allerheiligsten um den Kolk gehalten.
Am Abend fuhren die meisten Berliner mit der Eisenbahn wieder nach Hause. 1869 verkehrten zwischen 8 und 11 Uhr abends Extrazüge im Abstand von 30 bis 45 Minuten von Spandau nach Berlin, die von 10.000 bis 12.000 Menschen benutzt wurden. 1872 sollen es etwa 14.500 Menschen gewesen sein. Dabei waren aber wohl auch etliche Schützenfest-Gäste, die nicht an der Prozession teilgenommen hatten. 1869 beabsichtigte ein Gastwirt, der Prozession von Berlin nach Spandau mit einer fahrbaren Trinkhalle zu folgen und diese am Ziel zwischen der Marienkirche am Behnitz und dem Schützenplatz aufzustellen.

### Charlottenburger Prozession
Die Charlottenburger waren ab 1854 dabei, nachdem dort 1845 eine katholische Gemeinde entstanden war. Morgens schlossen sie sich dem Berliner Zug an. Abends zogen sie aber als eigenständige Prozession zurück und empfingen in ihrer 1855 neugebauten Kapelle in Lietzow (heute: Herz-Jesu-Kirche) den Schlusssegen. 1859 waren es 500–600 Gläubige, die nach Charlottenburg zurückzogen.
Ein Vorbote des preußischen Kulturkampfes war es, dass dieser Zug durch das dicht besiedelte Charlottenburg wiederholt Schwierigkeiten mit den Behörden bekam, im Gegensatz zur morgendlichen Berliner Prozession durch die dünn besiedelte Jungfernheide. Zeitweise durften die Fahnen und Banner nicht aufrecht getragen werden, sondern nur waagerecht. Kirchenlieder durften gar nicht oder nicht zu laut gesungen werden, Litaneien mussten leise gebetet werden. Es kam mehrfach zu Rangeleien mit evangelischen Zuschauern. 1860 wurde die Prozession bei Strafandrohung polizeilich verboten. Einige Katholiken wandten sich mit einer Petition an das Preußische Abgeordnetenhaus, das 1861 das Verbot kritisierte, da die Prozession im Rahmen des Vereinsgesetzes von 1850 zu genehmigen sei. Ab 1864 lief die Prozession nach Charlottenburg unter starker polizeilicher Bewachung ab.

## Behördliche Schwierigkeiten und Entzug der Genehmigung
Pfarrer Theodor Warnatsch, Pfarrer an St. Marien Spandau von 1849 bis 1851, bemühte sich im Vorfeld der Prozession jeweils um die behördlichen Genehmigungen. Die Behörden bereiteten dabei immer wieder Schwierigkeiten, insbesondere beim Aufstellen von Segensaltären außerhalb der Kirche und im öffentlichen Straßenraum. Die Zuständigkeiten waren kompliziert, beteiligt waren der Magistrat der Stadt Spandau und die Regierung in Potsdam. Pfarrer Warnatsch wurde sogar angeklagt und vom Kreisgericht verurteilt, jedoch zweitinstanzlich vom Kammergericht freigesprochen. Dabei ging es um die Frage, ob es sich bei der Prozession um „hergebrachtes“ Brauchtum handele wie andernorts in Deutschland oder hier eben nicht. In einigen kirchlichen Schriftstücken wurde der Beginn der Prozession deshalb auf 1817 vordatiert und diese so „älter“ gemacht. Die Prozession durfte dann wohl ihren Weg um den Kolk ziehen, aber die Segensaltäre standen alle nah an der Kirche. 1864 wurden Pfarrer Hanel und die Pröpste Leopold Pelldram und Franz Xaver Karker wegen „Führen eines unerlaubten Aufzugs“ zu einer Geldbuße von einem Taler verurteilt, weil der Bürgermeister den Genehmigungsantrag erst am Tag nach der Prozession erhalten hatte.
Auch der katholische Propst Georg Anton Brinkmann, als fürstbischöflicher Delegat für Brandenburg und Pommern der Vertreter des Erzbistums Breslau, war anfangs nicht erbaut von der Spandauer Initiative mit der „unabsehbaren Menschenmenge“ der Teilnehmenden. Sein Nachfolger Wilhelm Emmanuel von Ketteler, der spätere Bischof von Mainz, führte jedoch 1850 persönlich den Zug von Moabit nach Spandau an, ähnlich seine Nachfolger Leopold Pelldram (ab 1851) und Franz Xaver Karker (ab 1860).
Es war den Behörden offenbar ein Dorn im Auge, dass die kleine Gruppe der Katholiken eine solch große Aufmerksamkeit auf sich zog. Aber die Preußische Verfassung von 1848 garantierte die freie Religionsausübung, sodass es zunächst keine Handhabe gegen das Glaubensfest gab. Viele Protestanten sahen sich die Prozession an. Es kam dabei auch zu Provokationen. Das Märkische Kirchenblatt berichtete 1853 von Störungen durch „unstatthaftes Begaffen des Zuges und unanständiges Tabackrauchen“.
Nicht zuletzt die behördlichen Schwierigkeiten verschafften der Prozession in der Presse eine beachtliche Aufmerksamkeit. Als Teil einer einsetzenden katholischen Erneuerung hatten Wallfahrten und Prozessionen zu der Zeit in Diasporagebieten einen größeren Zulauf als in „altkatholischen“ Regionen, weil sie als „Novum“ eine größere Anziehungskraft hatten.
Der preußische Kulturkampf begann in Berlin mit dem „Moabiter Klostersturm“ am 16. August 1869, als es aus einer großen Menschenmenge heraus zu tumultartigen Ausschreitungen gegen eine Klostergründung von Dominikanern in Moabit kam. 1870 wurde auch die Prozession nach Spandau von Männern gestört, die sich der Prozession mit Knüppeln in den Weg stellten. Allerdings zeigten sich auch zahlreiche friedliche protestantische Zuschauer mit den Katholiken solidarisch gegen den „Pöbel“. Ähnliche Störversuche gab es in den folgenden Jahren. Die Spandauer Prozession der Katholiken wurde in der liberalen Presse zunehmend als Demonstration gegen die evangelische Mehrheitsbevölkerung dargestellt. Die National-Zeitung sah die Schuld für die Störungen bei den Katholiken selbst, da sie den „Pöbel“ durch Handlungen provozierten, die den Sitten des Landes nicht entsprächen; grundsätzlich sei es das Ziel der Prozession, die evangelische Mehrheitsbevölkerung zu reizen.
Im Jahr 1875 wurde die Prozession „zufolge höherer Anordnung“ vom Magistrat nicht mehr gestattet. Das Schützenfest verzeichnete mit Bedauern einen bedeutenden Rückgang an Besuchern. Eine breite Gegenwehr gegen das Quasi-Verbot gab es jedoch nicht.
Die großen Prozessionen wurden nach Ende des Kulturkampfes nicht wieder aufgenommen. Die neue, 1910 geweihte Pfarrkirche Maria, Hilfe der Christen in Spandau ist in Erinnerung an die Tradition mit Absicht architektonisch so angelegt, dass in ihrem Inneren in einem breiten Umgang rings um den Mittelteil der Kirche ausreichend Platz für Prozessionen besteht. Ab 1925 fand eine Fronleichnamsprozession in Berlin auf dem Platz vor der St.-Hedwigs-Kirche statt, am 23. Juni 2019 zog eine Prozession von der Kirche Maria, Hilfe der Christen durch die Altstadt zur Kirche St. Marien am Behnitz mit Segensaltären auf dem Marktplatz und an der St.-Nikolai-Kirche. 
Am 11. Juni 2023 feierten erstmals alle katholischen Gemeinden Spandaus aus beiden im Januar 2023 gegründeten Pfarreien gemeinsam das Fronleichnamsfest mit Erzbischof Heiner Koch und zogen im Anschluss an das Pontifikalamt in einer großen Prozession durch die Altstadt. Die Altäre waren wieder auf dem Marktplatz, neben der St.-Nikolai-Kirche, an der Kirche St. Marien am Behnitz sowie vor der Kirche Maria, Hilfe der Christen aufgebaut. Auch 2025, am 22. Juni, begingen die Katholiken Spandaus auf diese Weise gemeinsam das Fronleichnamsfest und haben sich vorgenommen, von nun an alle zwei Jahre gemeinsam zu feiern.